# توپی و بینو
توپی و بینو (انگلیسی: Toopy and Binoo) نام یک مجموعه انیمه دنباله‌دار کانادایی است که از سال ۲۰۰۵ میلادی در چند کشور در حال پخش است. در کشور کانادا این انیمه از کانالِ تلویزیونی «تری‌هاوس تی‌وی» و «تِله-کبک» پخش می‌شود. سری جدید این انیمه، که هم‌اکنون در حالِ پخش است، «توپی و بینو: ورووم، ورووم، زووم» نام دارد.

## چگونگی شکل‌گیری
«توپی و بینو» نام مجموعه داستان‌هایی مشهور، ویژهٔ کودکانِ پیش‌دبستانی است که توسط «دومینیک ژولین» خلق شده‌است. این کتاب‌ها سپس به زبان انگلیسی و با عنوان «واشینگتن و دی‌سی» ترجمه شد. پس از آن، شخصیت «بینو» به یک مجموعه کوتاه چند قسمتی راه پیدا کرد و بعد کمپانی «اکو میدیا»، با تولید دو نسخه فرانسوی و انگلیسی، توپی و بینو را در کنار یکدیگر قرار داد و آن‌ها را به صورت یک انیمهٔ دنباله‌دار به تلویزیون آورد.

## شخصیت‌ها
«توپی» نام یک موش صحرایی و «بینو» نام یک گربهٔ کوچک است.

## مخاطبان هدف
این انیمه برای کودکان ۶-۲ سال (سنینِ پیش‌دبستانی) ساخته شده‌است.

## کانال‌های تلویزیونی پخش‌کننده
- تری‌هاوس تی‌وی (کانادا)
- تِله-کبک (کانادا)
- لاگارده (فرانسه)
- تاینی پاپ (بریتانیا)
- پی‌بی‌اس کودکان (ایالات متحده آمریکا)